# كلاي سميث
كلاي سميث (بالإنجليزية: Clay Smith)‏ هو لاعب كرة قاعدة أمريكي، ولد في 11 سبتمبر 1914 في كامبريدج في الولايات المتحدة، وتوفي في 5 مارس 2002 في وينفيلد في الولايات المتحدة.

## وصلات خارجية
- كلاي سميث على موقعبيزبول رفرنس.كوم (الدوري الرئيسي) (الإنجليزية)